# Estatua de Alexander von Humboldt (Filadelfia)
La estatua de Alexander von Humboldt es una estatua monumental de Alexander von Humboldt en la ciudad de Filadelfia, en el estado de Pensilvania (Estados Unidos). Está ubicada en el Parque Fairmount y se completó en 1871. Fue donada a la ciudad en 1876.

## Historia
Alexander von Humboldt fue un erudito prusiano activo a finales del siglo XVIII y principios del XIX. En mayo de 1804, en la última etapa de su viaje científico por América, visitó Filadelfia. El 13 de septiembre de 1869, en el centenario del nacimiento de Humboldt, la sociedad alemana de la ciudad colocó la primera piedra de un monumento en su honor en el Parque Fairmount, en una loma que domina el puente de Girard Avenue. La estatua de Humboldt fue diseñada por Friedrich Drake, un escultor alemán residente en Berlín. Fue dedicada en 1871. Varios años después, en 1876, en el centenario de la Independencia de Estados Unidos, la estatua fue regalada a la ciudad de Filadelfia y dedicada nuevamente. Según la Asociación para el Arte Público, la estatua fue trasladada a otra parte del parque en 1977.

## Diseño
El monumento consiste en una escultura de bronce de Humboldt colocada sobre un zócalo de granito. Humboldt lleva un abrigo largo, con la mano izquierda sobre un globo terráqueo. En su mano derecha hay un pergamino con la palabra "COSMOS" escrito en él.